# ایزوور (استان بورگاس)
ایزوور (به بلغاری: Izvor) یک منطقهٔ مسکونی در بلغارستان است که در شهرستان سوزوپول واقع شده‌است.